# Kaafu

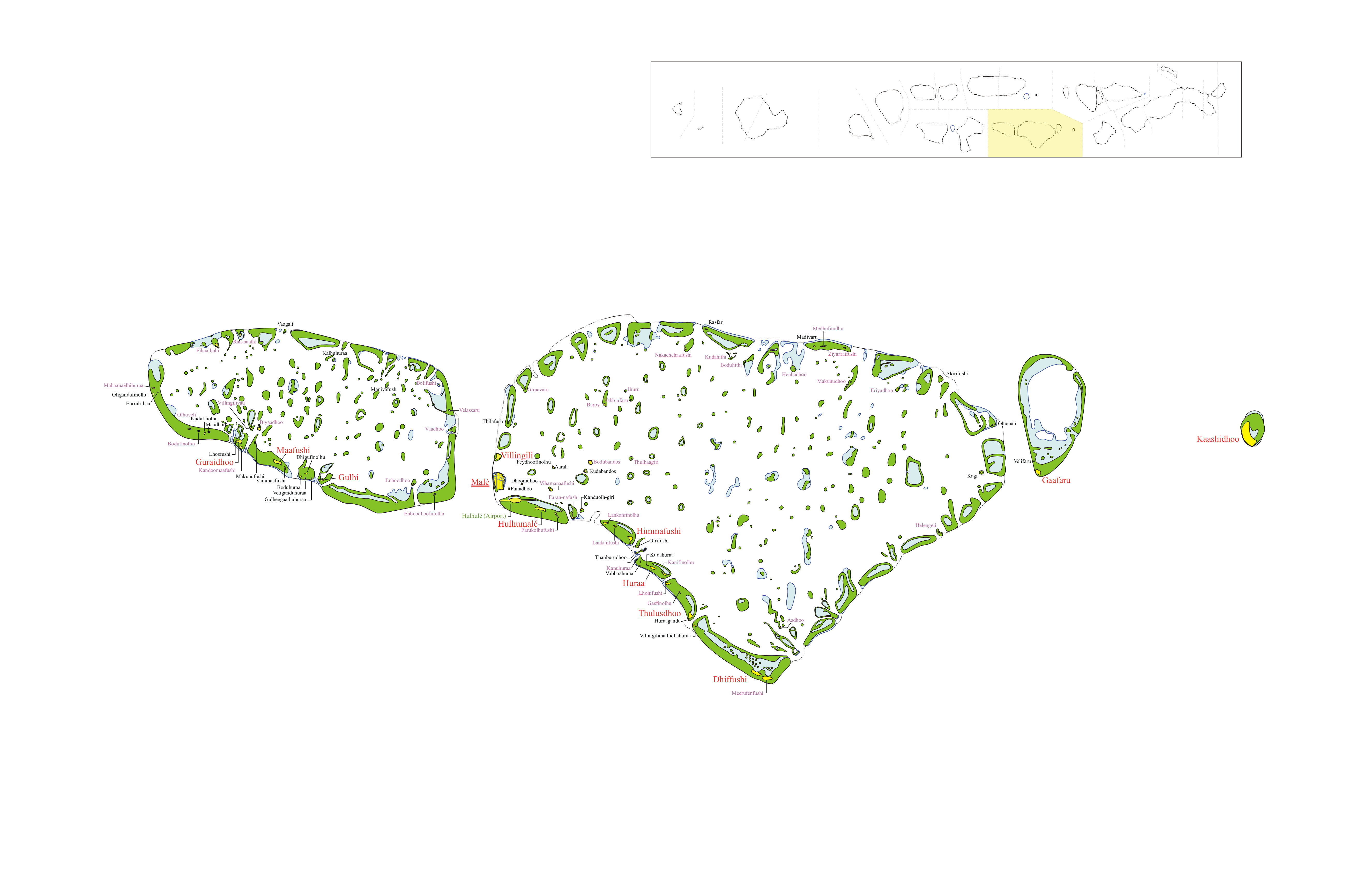
Mapa atolu

Kaafu je administrativní atol na Maledivách. Hlavní město atolu je Thulusdhoo. Skládá se ze 107 ostrovů, z toho 9 je obydlených. Počet obyvatel je 10 216. Atol nemá správce (Atoll Chief). Tato administrativní jednotka je tvořena čtyřmi přírodními atoly: (ze severu na jih) Kaashidhoo (ostrov), Gaafaru, Severní Malé a Jižní Malé. Malé, hlavní město Malediv, se nachází na atolu Severní Malé, avšak není součástí Kaafu, nýbrž je samostatnou městskou jednotkou.

## Obydlené ostrovy
- Dhiffushi
- Gaafaru
- Gulhi
- Guraidhoo
- Himmafushi
- Huraa
- Kaashidhoo
- Maafushi
- Thilafushi
- Thulusdhoo

## Neobydlené ostrovy
Aarah, Akirifushi, Asdhoo, Baros, Bandos, Biyaadhoo, Bodubandos, Bodufinolhu, Boduhithi, Boduhuraa, Bolifushi, Dhigufinolhu, Dhoonidhoo, Ehrruh-haa, Enboodhoo, Enboodhoofinolhu, Eriyadhoo, Farukolhufushi, Feydhoofinolhu, Fihalhohi, Funadhoo, Furan-nafushi, Gasfinolhu, Giraavaru, Girifushi, Gulheegaathuhuraa, Helengeli, Henbadhoo, Huraagandu, Ihuru, Kagi, Kalhuhuraa, Kandoomaafushi, Kanduoih-giri, Kanifinolhu, KKanuhuraa, Kudabandos, Kudafinolhu, Kudahithi, Kudahuraa, Lankanfinolhu, Lankanfushi, Lhohifushi, Lhosfushi, Maadhoo, Madivaru, Mahaanaélhihuraa, Makunudhoo, Makunufushi, Maniyafushi, Medhufinolhu, Meerufenfushi, Nakachchaafushi, Olhahali, Olhuveli, Oligandufinolhu, Ran-naalhi, Rasfari, Thanburudhoo, Thulhaagiri, Vaadhoo, Vaagali, Vabbinfaru, Vabboahuraa, Vammaafushi, Velassaru, Velifaru, Veliganduhuraa, Vihamanaafushi, Villingilimathidhahuraa, Villingilivau, Ziyaaraiffushi